# 伊赫亚
伊赫亚，是西班牙拉里奥哈自治区的一个市镇。总面积54平方公里，总人口740人（2001年），人口密度14人/平方公里。